# Manacus aurantiacus
El saltarín cuellinaranja (Manacus aurantiacus), también denominado matraquero de cuello anaranjado, es una especie de ave paseriforme de la familia Pipridae perteneciente al género Manacus. Es nativo de Costa Rica y Panamá.

## Distribución y hábitat
Se distribuye por la pendiente del Pacífico del sur de Costa Rica y oeste de Panamá (hacia el este hasta la península de Azuero).
Esta especie es considerada bastante común en sus hábitats naturales: las selvas húmedas maduras, crecimientos secundarios antiguos, bosques en galería y enmarañados altos con el dosel hasta los 20 m, también frecuenta regularmente los bordes de la selva, especialmente donde haya árboles fructíferas; también en plantaciones sombrías y jardines. Desde el nivel del mar hastra los 1100 m de altitud.

## Sistemática

### Descripción original
La especie M. aurantiacus fue descrita por primera vez por el zoólogo británico Osbert Salvin en 1870 bajo el nombre científico Chiromachaeris aurantiaca; la localidad tipo es  «Mina de Chorcha y Bugaba, Chiriquí, Panamá».

### Etimología
El nombre genérico masculino «Manacus» es una latinización del nombre holandés «manekken, manakin» que significa ‘pequeña cosa bonita’, y el nombre utilizado en Surinam para designar las aves de esta familia; y el nombre de la especie «aurantiacus», en latín moderno significa ‘de color anaranjado’.

### Taxonomía
Las cuatro especies de este género ya fueron tratadas como conespecíficas como Manacus manacus, pero las significativas diferencias morfológicas y las evidencias genéticas justifican la separación. Alternativamente, algunos autores consideran a la presente especie conespecífica apenas con Manacus vitellinus. Es monotípica.